# Đường Hà
Đường Hà (chữ Hán giản thể: 唐河县, Hán Việt: Đường Hà huyện) là một huyện thuộc địa cấp thị Nam Dương, tỉnh Hà Nam, Cộng hòa Nhân dân Trung Hoa. Huyện này có diện tích 2512 km2, dân số 1,28 triệu người. Huyện này được chia ra thành các đơn vị hành chính gồm 20 trấn và hương. Các đơn vị hương trấn này lại được chia ra thành 503 thôn hành chính. Kinh tế huyện này chủ yếu là nông nghiệp với các sản phẩm như lê, bông vải.